# آغاز و پایان شینسنگومی
آغاز و پایان شینسنگومی (به ژاپنی: 新選組始末記) یا شینسنگومی شیماتسوکی؛ یا سه‌گانه شینسنگومی رمانی از کان شیموزاوا است. این رمان بر اساس شینسنگومی نوشته شده و مجموعه‌ای از مصاحبه‌ها با افراد درگیر در آن است که آن را به منبعی شاخص از اطلاعات در مورد این گروه و تأثیرگذار بر آثار خلاقانه بعدی بر اساس پایان دوره ادو تبدیل می‌کند.
او مقدمه کتاب خود را با این جمله آغاز کرد: «قصد من نوشتن تاریخ نیست.» برخی از اطلاعات او توسط مطالعات جدیدتر رد شده است، مطالعاتی که نویسندگان آنها از مزایای بیش از سه ربع قرن پژوهش‌های بعدی که برای شیموساوا در دسترس نبود، بهره‌مند شده‌اند.: 27 
این مقاله همچنین شامل اطلاعاتی در مورد اقتباس سینمایی از این اثر است.

## رمان
کان شیموزاوا که پدربزرگش عضو شوگیتای بود و در نبرد هاکوداته خدمت کرده بود، خبرنگار روزنامه یومیوری شیمبون بود که وظیفه نوشتن مجموعه‌ای دربارهٔ کوندو ایسامی در بخش امور اجتماعی را بر عهده گرفت. او ضمن تحقیق در مورد این موضوع، به کوندوی واقعی علاقه‌مند شد و تحقیقات خود را آغاز کرد. از حدود سال ۱۹۲۳ (تایشو ۱۲)، او با مراجع تاریخ پایان دوره ادو، مانند اوساتاکه تاکه‌شی، اینوبه شیگئو و فوجی جینتارو، ملاقات کرد و شروع به پرسیدن تمام جزئیات در مورد شینسنگومی از آنها کرد. پس از شروع دوره شووا، او مرتباً برای انجام تحقیقات به کیوتو سفر می‌کرد.
در سال ۱۹۲۶ (تایشو ۱۵)، او به شرکت توکیو نیچی نیچی شیمبون (در حال حاضر مائینیچی شینبون) وارد شد و اولین اثر خود را با نام آغاز و پایان شینسنگومی (شینسنگومی شیماتسوکی) را از طریق بانریکاکو شوبو در سال ۱۹۲۸ منتشر کرد). او سپس شینسنگومی ایبون را در سال ۱۹۲۹ و شینسنگومی مونوگاتاری در سال ۱۹۳۱ منتشر کرد و اینها در 'آغاز و پایان شینسنگومی منتشر شده توسط کادوکاوا بونکو در سال ۱۹۶۹ گنجانده شد. به عبارت دیگر، نسخه کادوکاوا بونکو از آغاز و پایان شینسنگومی شامل آغاز و پایان شینسنگومی اصلی و همچنین شینسنگومی ایبون و شینسنگومی مونوگاتاری است که توسط خود نویسنده تا حدودی اصلاح شده است. اینها در سه جلد مجزا توسط چوکو بونکو به عنوان «سه‌گانه شینسنگومی» منتشر شده است.
این اثر نه یک رمان تاریخی سرگرم‌کننده، بلکه یک مقاله، سند یا روایت تاریخی است و منبعی درجه یک در مورد پایان دوره ادو محسوب می‌شود که خود شیموزاوا از طریق تحقیقات خود جمع‌آوری کرده است. با این حال، همان‌طور که خود شیموزاوا در پسگفتار می‌گوید: «برخی از داستان‌هایی که توسط افراد مسن بازمانده روایت می‌شد، جای سؤال داشت، اما من سعی کردم به جنبه‌های جالب خود داستان‌های واقع‌گرایانه گوش دهم، نه اینکه آنها را «تاریخ» بنامم.» به سختی می‌توان آن را واقعیت تاریخی به معنای آکادمیک نامید. همچنین، در سال ۱۹۶۷، ریوتارو شیبا در سال‌های پایانی زندگی‌اش با شیموزاوا گفتگویی داشت و طبق آن گفتگو، وقتی شیبا حدود ۲۰ سال داشت، «شینسنگومی شیماتسوکی» را خواند و احساس کرد که هرگز نمی‌تواند از آن پیشی بگیرد، بنابراین به ملاقات شیموزاوا رفت و از او درخواست راهنمایی کرد.
این سه‌گانه قلب مردم عادی را که پس از زلزله بزرگ کانتو تشنه سرگرمی بودند، تسخیر کرد. یکی از ویژگی‌های آن این است که مصاحبه‌های کاملی با افراد درگیر در این حادثه در این اثر منعکس شده است. شیموزاوا از تاریخ رسمی کینه دارد. او جایگاه، افکار و وجود میهن‌پرستان طرفدار شوگون‌سالاری را که از اصلاحات میجی به عنوان بازندگان حمایت کرده بودند، کاوش می‌کند و روح آنها را تسلی می‌دهد. می‌توان گفت که این ادبیات مرثیه است. احیای انسانیت جناح طرفدار شوگون‌سالاری، هویت فرزندان آنها را نیز احیا می‌کند. علاوه بر این، شرم و پشیمانی شیموزاوا و شخصیت‌هایش که زیربنای «سه‌گانهٔ شینسنگومی» هستند، با پشیمانی خوانندگان شهر که خانواده‌ها و خانه‌های خود را در زلزله از دست داده‌اند، و با نوستالژی دوران میجی و ادو که ۶۰ سال پیش از بین رفتند، طنین‌انداز می‌شود. افکار شیموزاوا همچنین در «واکیاکو» (۱۹۶۲) که در سال‌های پایانی عمرش نوشته شده است، با لحنی متواضعانه بیان شده است. با این حال، این کتاب از این جهت که بر زندگی افرادی که ثابت قدم بودند تمرکز دارد، کامل است. این نشان دهندهٔ باور شیموزاوا به این است که ظلم و رحمت تاریخ در کسانی که شکست می‌خورند، آشکارتر است.

## فیلم (۱۹۶۳)
این فیلم در ابتدا قرار بود یک فیلم سیاه و سفید با بازی جون فوجیماکی باشد اما پس از خواندن فیلمنامه، ایچیکاوا رایزو (هشتم) تمایل خود را برای بازی در آن ابراز کرد، بنابراین فیلم ارتقا یافت و با عجله ساخته شد تا به موقع برای اکران به عنوان فیلم سال نو آماده شود. نکته هوشمندانه در اینجا این است که احساسات فعلی مانند بدبینی و حس ناپایداری را که پس از زلزله وجود خواهد داشت، در بر می‌گیرد و خواننده را به همدردی دعوت می‌کند. سه‌گانه شینسنگومی با سبک روایی مشخص می‌شود. بر اساس حقایقی که نویسنده، اعضای بازمانده خانواده و خواننده را درگیر می‌کند.